# Danai Gurira
Danai Jekesai Gurira (Grinnell, Iowa; 14 de febrero de 1978) es una actriz y dramaturga estadounidense-zimbabuense. Ha aparecido en diversos programas de televisión, películas y obras de teatro. Es más conocida por su papel como Michonne Hawthorne en la serie de televisión The Walking Dead.
Reconocida por interpretar a Okoye en el Universo cinematográfico de Marvel en las películas Black Panther (2018), Avengers: Infinity War (2018), Avengers: Endgame (2019) y Black Panther: Wakanda Forever (2022).

## Primeros años
Danai Jekesai Gurira nació en la ciudad de Grinnell en Iowa, Estados Unidos y creció entre Harare, Zimbabue y Sudáfrica. Tiene un hermano mayor que es quiropráctico y dos hermanas, mientras que su madre es bibliotecaria de universidad y su padre profesor de química. Se graduó de la Grinnell High School y luego fue a la Macalester College y obtuvo su Maestría en la Universidad de Nueva York.

## Carrera
En 2006, Gurira ganó un Obie Award, un Outer Critics Circle Award, y un premio Helen Hayes Award a la Mejor Actriz Principal por su obra de Off-Broadway In the Continuum. En 2007 participó de la película The Visitor, junto a Richard Jenkins, por la cual ganó el premio Method Fest Independent Film Festival a la Mejor Actriz de Reparto. 

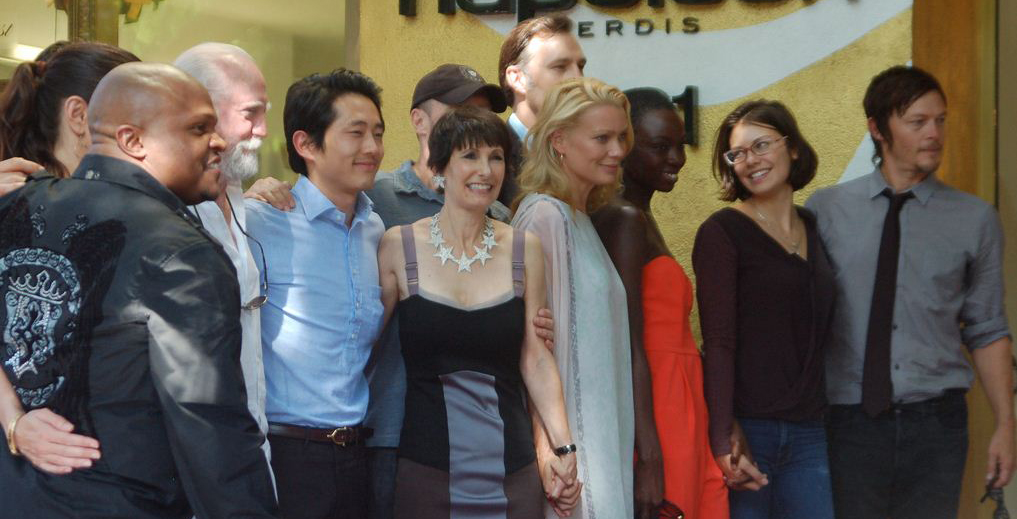
Danai Gurira junto al reparto de The Walking Dead.

En 2009, Gurira debutó en Broadway en la obra de August Wilson Joe Turner's Come and Gone. De 2010 a 2011, Gurira apareció en un rol recurrente en la serie de drama de HBO Treme.
En marzo de 2012, se anunció que Gurira se uniría al elenco de la serie de drama de la cadena AMC The Walking Dead, en el papel de Michonne durante la tercera temporada. En 2012 recibió el Premio Whiting Writers' Award. En 2019, Gurira confirmó que abandonaría la serie en la décima temporada.
Gurira protagonizó la película independiente de drama Mother of George, dirigida por Andrew Dosunmu, la cual fue estrenada en el Festival de Sundance de 2013. Gurira recibió buenas críticas para su desempeño en la película. En junio de 2013 recibió el Premio Jean-Claude Gahd Dam en los Guys Choice Awards.
En 2018, protagonizó la película de Marvel Black Panther, interpretando a Okoye, siendo aclamada por la crítica. Gurira regresó como Okoye en otras películas del Universo cinematográfico de Marvel como Avengers: Infinity War y Avengers: Endgame, así como en la serie de Disney+, What If en 2021. Ella regresa en la secuela de Black Panther, Black Panther: Wakanda Forever en 2022.
En 2022, durante la Convención Internacional de Cómics de San Diego, fue confirmado un nuevo spin-off de The Walking Dead de seis episodios, protagonizada por Gurira y Andrew Lincoln. La serie cerrará las historias de Rick Grimes y Michonne y se estrenaría en 2023.

## Filmografía

### Televisión
| Año             | Título                               | Personaje            | Notas                                                                          |
| --------------- | ------------------------------------ | -------------------- | ------------------------------------------------------------------------------ |
| 2004            | Law & Order: Criminal Intent         | Marei Rosa Rumbidzai | Invitada, Episodio: "Inert Dwarf" (temp. 4)                                    |
| 2009            | Life on Mars                         | Angela               | Invitada, Episodio: "The Simple Secret of the Note in Us All" (temp. 1)        |
| 2009            | Law & Order                          | Courtney Owens       | Invitada, Episodio: "Fed" (temp. 20)                                           |
| 2010            | American Experience                  | Sarah Steward        | Invitada, Episodio: "Dolley Madison" (temp. 22)                                |
| 2010            | Lie to Me                            | Michelle Russo       | Invitada, Episodio: "Exposed" (temp. 2)                                        |
| 2010–2011       | Treme                                | Jill                 | Recurrente, 6 episodios (temp. 1-2)                                            |
| 2012–2020; 2022 | The Walking Dead                     | Michonne Hawthorne   | Protagonista, 89 episodios (temp 3-10) Invitada especial, 1 episodio (temp 11) |
| 2016            | The Walking Dead: The Journey So Far | Ella misma           | Especial                                                                       |
| 2017            | Robot Chicken                        | Michonne Hawthorne   | Voz, Episodio: "The Robot Chicken Walking Dead Special: Look Who’s Walking"    |
| 2021            | What If...?                          | Okoye                | Voz, 3 episodios                                                               |
| 2024            | The Walking Dead: The Ones Who Live  | Michonne Hawthorne   | Protagonista, creadora y productora ejecutiva                                  |
| TBA             | Eyes of Wakanda                      | Okoye                | TBA                                                                            |

### Cine
| Año  | Título                                       | Personaje               | Notas                  |
| ---- | -------------------------------------------- | ----------------------- | ---------------------- |
| 2007 | The Visitor                                  | Zainab                  | Personaje principal    |
| 2008 | Ghost Town                                   | Assorted Ghost          | Personaje secundario   |
| 2010 | 3 Backyards                                  | Mujer del vestido azul  | Personaje secundario   |
| 2010 | My Soul to Take                              | Jeanne-Baptiste         | Personaje secundario   |
| 2011 | Restless City                                | Sisi                    | Personaje principal    |
| 2013 | Mother of George                             | Adenike Olumide Balogen | Protagonista           |
| 2015 | Tinker Bell and the Legend of the NeverBeast | Fury (voz)              | Versión estadounidense |
| 2017 | All Eyez on Me                               | Afeni Shakur            |                        |
| 2018 | Black Panther                                | Okoye                   | Personaje principal    |
| 2018 | Avengers: Infinity War                       | Okoye                   | Personaje secundario   |
| 2019 | Avengers: Endgame                            | Okoye                   | Personaje secundario   |
| 2022 | Black Panther: Wakanda Forever               | Okoye                   | Personaje principal    |

### Teatro
| Año  | Título                     | Rol              | Notas                                                                                      |
| ---- | -------------------------- | ---------------- | ------------------------------------------------------------------------------------------ |
| 2005 | In the Continuum           |                  | Actriz y autora Obie Award Outer Critics Circle Award Helen Hayes Award John Gassner Award |
| 2009 | Joe Turner's Come and Gone | Martha Pentecost |                                                                                            |
| 2011 | Medida por medida          | Isabella         |                                                                                            |
| 2012 | The Convert                |                  | Autora Nominada - Los Angeles Drama Critics Circle Award for Best Writing                  |

## Vida personal
Gurira es cristiana. En 2008 apareció en los Global Green Sustainable Design Awards para leer una carta escrita por un nativo de Nueva Orleans desplazado por el huracán Katrina. En 2011 Gurira cofundó Almasi, una organización dedicada a continuar la educación artística en Zimbabue.